# 6608-as mellékút (Magyarország)
A 6608-as számú mellékút egy majdnem pontosan tíz kilométer hosszú, négy számjegyű országos közút Baranya vármegyében. Az idegenforgalmi szempontból megyei szinten igen nagy jelentőséggel bíró Orfű központját és más településrészeit köti össze egymással, illetve biztosít számukra közlekedési kapcsolatokat a környező települések felé; egyúttal megannyi remek panorámát kínál Orfű festői szépségű tavaira.

## Nyomvonala
A 6604-es útból ágazik ki, annak 12,250-es kilométerszelvénye táján, Orfű közigazgatási területének déli részén, észak felé. Egy 900 méteres, erősen szerpentines szakasszal indul, utána éri el Orfű lakott területének délkeleti szélét, de közben – rögtön a szerpentin első kanyarjában – kiágazik belőle egy önkormányzati út Orfű nyugati településrésze felé. A belterület szélét elérve a Kossuth Lajos utca nevet veszi fel, és nagyjából északi irányban halad végig a településközpont keleti részén.
2,1 kilométer után egy időre kilép a házak közül, ott már az Orfűi-tó nyugati partja közelében halad. 2,4 kilométer megtételét követően kiágazik belőle nyugat felé a 6609-es út, de a 6608-as is északnyugat felé folytatódik tovább, 2,8 kilométer után pedig eléri Mecsekrákos településrészt. Ott változatlanul a Kossuth Lajos u nevet viseli, majd 3,4 kilométer után elhagyja a községrészt és a Pécsi-tó keleti partjára ér. Ott üdülőingatlanok kísérik, illetve 4,5 kilométer után kiágazik belőle északkelet felé egy utca, melyre rákanyarodva Mecsekszakál és azontúl Öreghegy településrészekre lehet eljutni.
Az ötödik kilométerénél, a Pécsi-tó északkeleti sarkánál visszatorkollik bele a 6609-es út, majdnem pontosan 3,5 kil után, a 6608-as pedig a tó térségét elhagyva északkelet felé folytatódik. 7,8 kilométer után lépi át Magyarhertelend határát, 8,7 kilométer után pedig eléri annak lakott területét; a községben Kossuth utca néven húzódik. A belterület északkeleti részén, a 6602-es útba beletorkollva ér véget, annak 4,200-as kilométerszelvényénél. Egyenes folytatása egy önkormányzati út, ami a Dombóvár–Komló-vasútvonal Magyarhertelend megállóhelyére vezet.
Teljes hossza, az országos közutak térképes nyilvántartását szolgáló kira.gov.hu adatbázisa szerint 9,906 kilométer.